# Бодливи плъхове
Бодливи плъхове (Echimyidae или Бодливи мишки) е семейство неотропични гризачи. Представлява таксон с представители, които успяват да заемат изключително разнообразни екологични ниши включващи от наземен начин на живот до дървесен. Повечето от видовете са обитатели на Южна Америка и само три от тях се срещат в Централна Америка. Представителите на изчезналото подсемейство Heteropsomyinae в миналото са обитавали островите Куба, Испаньола, Пуерто Рико и много Антилски острови. Според редица автори нутрията също трябва да бъде класифицирана към това семейство.

## Описание
Представителите имат плъхоподобен вид със среден размер на тялото и в сравнение с останалите южноамерикански гризачи представляват сравнително дребни гризачи. Дължината на тялото е от 8 до 50 cm. Муцунката е заострена, а очите и ушите са със среден размер. Предните крайници са с четири пръста, а задните с пет. Големината на пръстите и ноктите зависи от начина на живот на представителите на вида. Така например при дървесните видове пръстите са дълги и гъвкави, а при ровещите видове ноктите са добре развити. Името на семейството е получено от наличието на твърди игли по гърба, които при някои видове са добре развити, докато при други преминават в твърда космена покривка. Останалата част от тялото е покрита с мека козина. Цветът на козината също е твърде разнообразна. Повечето от представителите имат добре развити задни крайници и са добри бегачи. Зъбната формула е {\displaystyle {\tfrac {1.0.1.3}{1.0.1.3}}}.

## Начин на живот
Въпреки че са сравнително многочислени начинът им на живот не е достатъчно проучен. По принцип това са горски обитатели, които заемат екологични ниши от различните етажи на гората. Част от видовете са изцяло дървесни и почти не стъпват на земята. Други обитават земната повърхност като начинът им на живот е свързан с изкопаването на дупки в земята. Трети са предимно подземни представители. Видовете водят основно нощен начин на живот. Храната им е растителна представена от листа, плодове и орехи, но се хранят и с насекоми. Повечето живеят поединично с изключение на представителите на род Clyomys, които живеят на колонии.

## Размножаване
Повечето от представителите раждат по два пъти годишно от едно до три малки. Новородените са добре развити, виждащи и покрити с козинка. На около 10-12 дневна възраст преминават на твърда храна характерна за тази, която консумират възрастните. Пълна самостоятелност придобиват на около двумесечна възраст. Продължителността на живот в природата е около две години, а в плен надвишава три. Някои от едрите видове са обект на лов от хората и служат за храна.

## Класификация
- Семейство Echimyidae – Бодливи плъхове
  - †Cercomys
  - †Maruchito
  - †Paulacoutomys
  - †Willidewu
  - Подсемейство †Adelphomyinae
    - †Adelphomys
    - †Deseadomys
    - †Paradelphomys
    - †Stichomys
    - †Xylechimys

  - Подсемейство Dactylomyinae
    - Dactylomys
    - Kannabateomys
    - Olallamys

  - Подсемейство †Heteropsomyinae
    - †Boromys
    - †Brotomys
    - †Heteropsomys
    - †Puertoricomys

  - Подсемейство Eumysopinae
    - †Acarechimys
    - †Chasichimys
    - †Eumysops
    - Hoplomys
    - Lonchothrix
    - Mesomys
    - †Palaeoechimys
    - †Pampamys
    - †Pattersomys
    - †Protacaremys
    - †Protadelphomys
    - †Sallamys
    - Proechimys
    - Thrichomys
    - Trinomys
    - Триб Euryzygomatomyini
      - Carterodon
      - Clyomys
      - Euryzygomatomys

  - Подсемейство Echimyinae
    - Callistomys
    - Diplomys
    - Echimys
    - Isothrix
    - Makalata
    - Pattonomys
    - Phyllomys
    - Santamartamys
    - Toromys